# Petr Fradkov
 (juillet 2023).
Petr Mikhaïlovitch Fradkov (russe : Пётр Михайлович Фрадков ; né le 7 février 1978 à Moscou, en Union soviétique) est un économiste et banquier russe. Il occupe le poste de président-directeur général de la Promsvyazbank et de directeur général du Centre d'exportation russe.
Le 28 février 2022, en raison de l'invasion de l'Ukraine par la Russie, l'Union européenne l'a mis sur liste noire, lui imposant une interdiction de voyager à l'échelle de l'UE ainsi qu'un gel de tous ses avoirs.

## Biographie

### Jeunesse et éducation
Petr Fradkov nait en 1978 à Moscou. Il est le fils de Mikhaïl Fradkov. Il étudie à l'Institut d'État des relations internationales de Moscou et en est diplômé en 2000. En 2007, il obtient une maîtrise en administration des affaires (MBA) de la Kingston Business School. Il termine un deuxième MBA et un diplôme à l'Académie russe de l’économie nationale et du service public.

### Carrière
Petr Fradkov rejoint la VEB en 2000 au poste de représentant adjoint aux États-Unis. En 2004, il est directeur général adjoint de la Far Eastern Shipping Company. Il revient à la VEB en 2007. En 2011, il devient le chef d'EXIAR, puis en avril 2015, directeur général du Centre d'exportation russe (Russian Export Center en anglais), société par actions et filiale de la VEB,,.
En 2018, Petr Fradkov est nommé à la tête de la Promsvyazbank (PSB) avec Dmitri Pozhidaev comme adjoint,. En tant que président-directeur général de la PSB, il tient des réunions de travail avec Vladimir Poutine et participe à des tables rondes dans des forums internationaux au cours desquels il participe à l'élaboration des plans stratégiques de la PSB pour soutenir l'industrie de défense russe.
En novembre 2020, Fradkov accéde au poste de responsable de la branche régionale tchouvache de SoyuzMash. Le 22 février 2022, le président américain Joe Biden signe l'Executive Order 14024 qui sanctionne Petr Fradkov pour avoir opéré dans les secteurs de la défense et des services financiers de l'économie de la Russie. Le 24 février 2022, il est également sanctionné par le gouvernement britannique pour son poste de PDG de la Promsvyazbank.

### Sanctions américaines en 2022
Le Trésor américain impose des sanctions économiques personnelles à Petr Fradkov en réponse aux agissements de la Promsvyazbank dans les régions de Donetsk et de Louhansk.

## Vie privée
Fradkov est marié à Victoria Igorevna Fradkova. Elle est chargée d'enseignement au département des relations internationales de la Russie à l'Institut d'État des relations internationales de Moscou. Ils ont une fille ensemble.

## Distinctions
En février 2022, Petr Fradkov reçoit la médaille de l'Ordre du Mérite pour la Patrie (second niveau).